# Gamundia
Gamundia là một chi nấm thuộc họ Tricholomataceae. Chi này chứa 6 loài được tìm thấy ở châu Âu and temperate regions of South America.